# Rudolf Schottki
Rudolf Ferdinand Schottki (Schottky) (* 29. August 1807 in Kupp, Kreis Oppeln; † 2. März 1873) war ein deutscher Jurist und Politiker.

## Leben und Wirken
Schottki wurde als Sohn eines Justizsekretärs geboren und ging nach elterlichem Privatunterricht auf die Gymnasien in Oppeln und Breslau. Im Anschluss studierte er Rechtswissenschaften in Breslau und Halle. Während seines Studiums wurde er 1829 Mitglied der Alten Halleschen Burschenschaft Germania, was er 1834 in einer Untersuchung im Zuge der Demagogenverfolgung zugab und was 1835 nach einer Begnadigungsorder schließlich nur mit einem nachdrücklichen Verweis bestraft wurde.
Nach Examen 1830 und Referendarexamen 1832 wurde Schottki 1835 Land- und Stadtgerichtsassessor in Kempen (OLG Posen). 1844 wurde er Obergerichtsassessor. 1849 war er Staatsanwalt im Kreisgericht Lissa, zugleich zuständig für das Kreisgericht Rawicz. 1858 wurde er Appellationsgerichtsrat in Posen, wo er bis Ende der 1860er Jahre arbeitete.
Schottki war politisch aktiv. 1850 war er Mitglied im Volkshaus des Erfurter Unionsparlaments. 1859 bis 1861 gehörte er für Fraustadt dem Preußischen Abgeordnetenhaus an. Er wurde in Wahlkreis Posen 7 gewählt und schloss sich der liberal orientierten Fraktion von Georg von Vincke an. Er setzte sich für Gleichberechtigung zwischen Deutschen und Polen ein, indem er ihre Gleichstellung als Dolmetscher in Verwaltung und Justiz forderte. Er verlangte in einer Debatte über die staatsbürgerlichen Rechte auch die völlige Gleichstellung der Juden im Staats- und Justizdienst Preußens.